# Iwan Martschuk

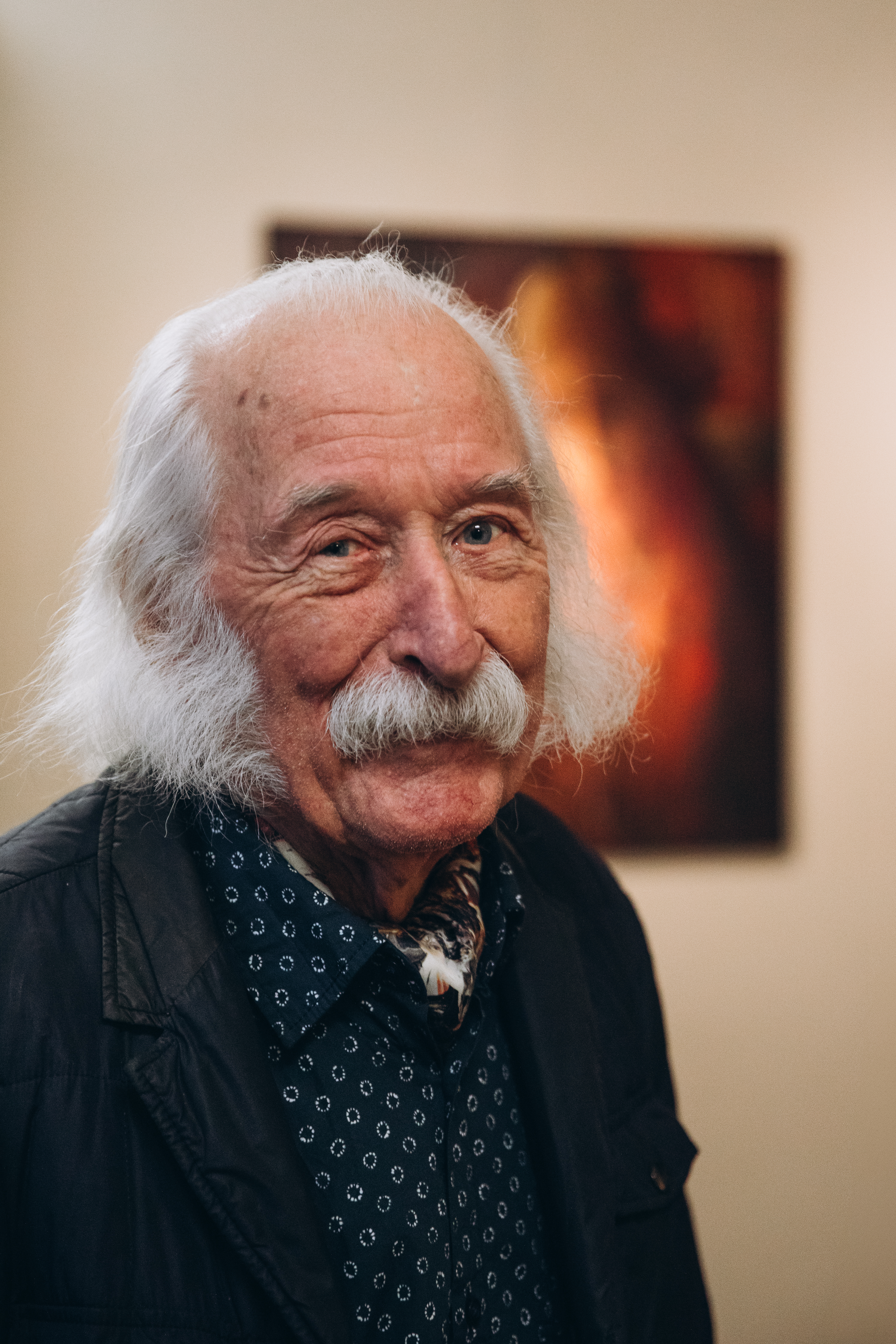
Iwan Martschuk, 2025

Iwan Stepanowytsch Martschuk (ukrainisch Іван Степанович Марчук; geboren am 12. Mai 1936 in Moskaliwka, Rajon Laniwzi, Oblast Ternopil, Ukraine) ist ein ukrainischer Maler. Er wurde mit dem Taras-Schewtschenko-Preis ausgezeichnet und in die Goldene Gilde der internationalen Akademie der modernen Kunst in Rom aufgenommen.
Im Jahr 2007 wurde er in die Liste der The Daily Telegraph „100 Genies der Gegenwart“ aufgenommen.

## Leben
Martschuk wurde in die Familie eines Webers geboren. Nach der siebten Klasse hat er sich in die Fachschule für angewandte Kunst in Lemberg eingeschrieben und dort von 1951 bis 1956 studiert. Nach dem Wehrdienst hat er sein Studium fortgesetzt; diesmal an der Hochschule für angewandte Kunst in Lemberg, die er im Jahr 1965 absolvierte. In den Jahren von 1965 bis 1968 arbeitete er an der Nationalen Akademie der Wissenschaften der Ukraine und von 1968 bis 1984 in der Fabrik für die angewandte und dekorative Kunst. Ab 1984 betätigte er sich als freier Maler. Zwischen 1989 und 2001 lebte er in Australien, Kanada und den Vereinigten Staaten. Seit 2001 lebt und arbeitet er in der Ukraine.

## Werke
Martschuk hat etwa 4000 Werke geschaffen und rund 100 Ausstellungen durchgeführt. Der Malerverband der UdSSR hat ihn bis 1988 nicht offiziell anerkannt, obwohl er bis dahin 15 Ausstellungen in unterschiedlichen Städten veranstaltet hat. Die ersten Ausstellungen haben in den Jahren 1979 und 1980 in Moskau stattgefunden.
Martschuk hat mit dem Pljontanismus eine neue Stilrichtung in der Malerei gegründet. „Pljontaty“ bedeutet im West-Ukrainischen Dialekt „fusseln“. Die Bilder bestehen aus kleinen Farbfasern. Im Jahr 1990 besuchte Martschuk die Ukraine und veranstaltete seine erste offizielle Ausstellung in Kiew.
Martschuk teilt sein Schaffen in fünf Perioden: „Die Stimme meiner Seele“, „Die Blüte“, „Die Landschaften“, „Das Porträt“ und „Abstraktionen“. Die Bilder jeder Periode unterscheiden sich nach Stil und Art. Statt einer einfachen Pinselführung benutzt er eine neue Art der Farbanbringung, die auf der Leinwand eine Art Gewebe schafft und dadurch den Werken ungewöhnliche Farbtöne und regelrechtes Scheinen verleiht.

## Auszeichnungen
- 1996 wurde er als Maler der Ukraine ausgezeichnet.
- 7. März 1997: Auszeichnung mit dem Taras-Schewtschenko-Preis der Ukraine[5]
- 2002: Ehren-Auszeichnung als Volksmaler der Ukraine[6]
- 2004: erster Fundament-Stein für das Martschuk-Museum in Kiew (noch im Bau)
- 2008: Die Internationale Akademie für moderne Kunst in Rom hat Martschuk in die Goldene Gilde aufgenommen[7]. Er ist somit der erste ukrainische Maler, den eine hoch angesehene internationale Institution anerkannt hat. Die Goldene Gilde zählt zurzeit 51 moderne Maler aus der ganzen Welt als ihre Mitglieder.
- Im Oktober 2007 wurde er vom Daily Telegraph in die Liste „100 Genies der Gegenwart[8]“ aufgenommen.
- Ehrenbürger von Kiew[9]
- 2016 ukrainischer Orden der Freiheit[10]

## Ausstellungen in Deutschland
- 23. Mai 2014 - Freie Ukrainische Universität in München[11]
- 7. Juli 2014 - Galerie im Rathaus Charlottenburg, Berlin[12]
- 17. bis 21. Dezember 2014 - Galerie Ruzicka in München[13]